# 朽木白哉
朽木白哉（日语：／ Kuchiki Byakuya */?）是日本漫畫《BLEACH》中的虛構人物、主要角色之一。護廷十三隊六番隊（貴族統領隊）隊長、瀞靈廷四大貴族名門「朽木」家第二十八代傳人暨現任當家，被譽為朽木家史上最強的家主。《BLEACH》完結後，後續發行的官方小說《Can't Fear Your Own World》中，提及白哉是未來最有資格接替京樂春水總隊長職務的死神。

## 人物
護廷十三隊六番隊（貴族統領隊）隊長、四大貴族朽木家第二十八代傳人暨現任當家。

### 外表與性格
相貌極為英俊。蓄中長髮，髮型呈許多個尖刺束狀，看來相當飄逸。眼瞳呈淺紫色。其俊俏容貌遺傳自多年前因故戰死的父親-前六番隊副隊長朽木蒼純。登場時總是面無表情，儀態莊嚴且穩重。頭頂及頭部右側配戴有瀞靈廷大貴族才有權利配戴的名貴髮飾「牽星箝」，乃極權、威嚴和地位之象徵。頸上圍巾名為「銀白風花紗」，據說此物的價值，相當於在屍魂界建造十棟豪華別墅，是朽木家當家人世代相傳之物，前任當家、白哉的祖父朽木銀嶺亦曾穿戴。此外，白哉習慣在穿著死霸裝的時候，配戴白色的露指護手。完現術篇起，白哉轉而配戴另一項金色分隔式髮飾，髮型亦與之前稍有不同。同時也將隊長羽織改為附有金色流蘇的高領樣式，並以金色飾物鑲嵌於邊緣。
給人印象為冷漠且嚴肅、高傲而穩重，故事前期給予人不易親近的疏遠感。人物性格隨故事發展，白哉分得清敵我，他會關心隊士，鄙視敵人的卑鄙行為，逐漸顯露出疼愛妹妹朽木露琪亞的溫柔一面，事實上，少年時期白哉的個性卻又別有於今日，是個性格焦躁、我行我素的貴族子弟。然而，當時仍血氣方剛的他便已經發展出名門貴族當家應有的特質，或許是知曉自己未來必須扛下「朽木」家門面的重責大任，少年時的白哉一直十分刻苦地鍛鍊體術與劍道。
白哉不僅精通鬼道，白打、瞬步等體術以及劍道都十分優秀，並與其斬魄刀「千本櫻」有很好的溝通。此外，他的戰鬥智商以及對戰況的解讀同樣驚人：其慣用手為右手，但也曾經而使用左手持刀智取黑崎一護；為拯救露琪亞而與第7十刃佐馬利交戰時，被對方施展瞳術控制左半身，白哉當機立斷以斬魄刀破壞自己的手腳筋，以免身體為敵人所操縱；被月島秀九郎的能力竄改記憶以及盜取千本櫻的資訊而陷入絕境時，急中生智地徒手抓住「千本櫻景嚴」的花瓣，再對其要害加以重創，等等行徑足見其為達目的可捨去自身軀體的強大心理素質，和極高的戰鬥智商與臨場反應。過去認為必須在戰鬥前做充足的準備並讓自己處於巔峰狀態，才能和對手展開決鬥；在後期因為經歷和月島秀九郎的交手，而發現戰鬥所帶來的短暫愉悅，但亦非常痛恨將對手的精神與羈絆玩弄於股掌間的行為。在千年血戰篇交戰星十字騎士團成員「F」艾斯•諾特時，向來冷靜的白哉亦顯現出潛藏於內心深處的恐懼，那便是妹妹朽木露琪亞的安危。
白哉的戰力與聲譽在護廷十三隊中皆是數一數二的存在，志波岩鷲在旅禍篇曾將他評價為瀞靈廷最有名望的男人。白哉的戰鬥實力亦無需贅述，除了麾下副官阿散井戀次將他視為最想超越的對象以外，也是十一番隊隊長、現任「劍八」更木劍八最渴望的戰鬥對象之一。另外，他更被認為是繼京樂春水後最有資格接任總隊長職務的死神。
喜歡的植物為桔梗。偏好辣味食物，不喜歡甜食。閒暇時習慣夜間散步、閱讀書籍和寫寫書法，以及參加四大貴族的集會。除此之外，動畫原創片段與死神黃金圖鑑，偶爾能見到白哉創作海帶型人偶（又譯為「裙帶菜大使」）的特殊嗜好。跟露琪亞一樣有著異於常人的奇特審美觀（只有十一番隊的八千流敢在白哉面前吐嘈他的特殊嗜好）。作者在作品附錄特典集賦予白哉的關鍵詞為「誇」，意即日語的「驕傲」。

### 身世與經歷
有別於如今的沉穩冷靜，年少時期的白哉性格焦躁且我行我素，但內心其實相當成熟的他，知道自己將來必須接下「朽木」家當家人的重責大任，因此日日夜夜刻苦鍛鍊自身能力，在當時被身為六番隊隊長與當家人的祖父朽木銀嶺（現已退休）寄予厚望。母親早逝。其父親朽木蒼純在百餘年前擔任六番隊副隊長，但某次戰鬥中不幸戰死，因此爾後接替身故的父親，成為朽木家第二十八代當家。
百餘年前，少年白哉與當時仍為二番隊隊長的四楓院夜一相識。白哉戲稱夜一「妖貓」，夜一則稱呼對方為「白哉小弟」，兩人關係親近，後者曾做出以胸部磨蹭白哉的驚人舉動。夜一負責指導他的瞬步，使白哉擁有護廷十三隊中數一數二的瞬步技巧，其中也包含源自於四楓院家的特殊瞬步「隱秘步法」。
祖父朽木銀嶺年事已高而隱退，白哉於是承接了朽木家當家之名，同時也坐上由名門貴族所統領的六番隊隊長大位。前三番隊隊長市丸銀比白哉早許多年加入護廷十三隊，但兩人為同期上任的新科隊長。
多年前，白哉不顧自己身為貴族世子的身份，執意迎娶流魂街出身的少女-緋真。嫁入朽木家後，緋真便日日夜夜打聽妹妹露琪亞的下落，終致身體羸弱。婚後僅一年，妻子就因為病重撒手人寰，白哉在緋真臨終前獲悉妻子還在流魂街時礙於生活條件艱難，不得已拋下自己的妹妹露琪亞的隱情。緋真病逝的翌年，白哉在真央靈術院找到當時仍在校就讀的露琪亞，且遵照緋真的遺言將她收養為自己的義妹；然而這項舉動，卻間接影響了身為露琪亞青梅竹馬的少年阿散井戀次，使得戀次為了超越白哉，決意進入護廷十三隊鍛鍊自己的實力，並將白哉視做最渴望超越的目標。

### 裝飾物
- 頸巾「銀白風花紗」

為白哉每日佩戴的飾物之一。是朽木氏的家傳之寶、織布師「第三代辻代九郎衛門」的作品，從上一任朽木當家手中傳給白哉，只有各代家族繼承人才可以穿戴，穿上它就代表着身負着朽木一家的聲譽及榮耀。價值相等於建造十棟別墅的價格。白哉與同隊副隊長阿散井戀次決鬥時，戀次力竭落敗，白哉將頸巾投擲於戀次身上以示敬意。
- 頭飾「牽星箝」

牽星箝是白哉頭上所佩帶的白色飾物，以表示其屍魂界四大貴族之首朽木家家主身份的尊貴，牽星箝的價格應與銀白風花紗相同量級，相等於建造十棟別墅的價格。

## 劇情表現
第一次出現在漫畫裡是單行本第六集末到第七集，偕同上任僅一個月的同隊新副官-副隊長阿散井戀次一同到現世，執行拘捕任務，對象為因將死神之力給予人類、觸犯瀞靈廷法律的朽木露琪亞，她正是白哉收養的妹妹。黑崎一護前來試圖阻止，被白哉徒手毀掉斬魄刀，並遭後者使用特殊步法「閃花」砍至重傷，其移動、拔刀及出刀斬殺的速度之快，讓一護與戀次幾乎看不見。一護因此喪失了露琪亞給予的死神力量，後來一護被前十二番隊隊長暨技術開發局局長、現已隱居現世的浦原喜助拯救才保住性命。

### 屍魂界拯救篇
露琪亞在屍魂界被判死刑時，白哉內心相當迷惘。多年前為了完成和妻子朽木緋真的約定，毫不猶豫地把流魂街出身的露琪亞收容進朽木家時，便已破壞了瀞靈廷貴族的鐵律。白哉當時在父母親的墳前立誓「往後無論發生什麼狀況，自己也會把規矩視為原則首要，不再抵觸」，所以這一次即使內心掙扎，也沒有做出任何表態或替妹妹辯護求情，反而執意將露琪亞送進牢獄中，因而遭到十三番隊隊長、露琪亞直屬上司浮竹十四郎責難其人格無情，但他並不知道事實內幕。
行刑當日，戀次前往雙殛意圖救出露琪亞，被白哉中途攔截。白哉以瞬步「閃花」接近戀次，但步法被破解而未能刺殺成功。戀次躊躇滿志，自稱待在六番隊為白哉效力使自己已經充分掌握了他的瞬步技術，大放厥詞地說白哉的刀不可能再傷他分毫。白哉將刀身直立放在面前，正要發動始解時，解放後的蛇尾丸突然抵住千本櫻，阻止花瓣散落。依照戀次的觀察，只要能在花瓣散落前封住千本櫻的刀身，便能成功中斷解放。戀次用甫習得的卍解「狒狒王蛇尾丸」與白哉戰鬥，白哉卻輕易地把蛇尾丸切成碎片，但一會兒功夫便又恢復原狀。戀次表示，伸縮自如的蛇尾丸之所以能連結一段段刀刃，都是由自己的靈壓接合而成，因此卍解不會輕易解除。白哉戰鬥智商極高，發動鬼道-破道之三十三「蒼火墜」，打亂蛇尾丸的一段段巨大刀刃。捨棄詠唱的鬼道能釋放如此強大的威力，令戀次十分訝異。戀次以為白哉的目的在於製造爆炸以分散自己的注意力，抓緊實際突襲自己，但白哉卻解釋道自己的目的是為了讓尚不能駕馭卍解的戀次發生操作失誤，隨即以鬼道-縛道之六十一「六杖光牢」封住戀次身體令其無法動彈，並質問對方是否忘記了白哉自己也會卍解這件事。戀次慘遭白哉的「卍解•千本櫻景嚴」攻擊，被無數刀刃砍成重傷；然而倒地之後再次起身，持刀刺向白哉的胸口，但刀刃因靈力用盡而漸漸瓦解，在碰到白哉的那刻碎裂。白哉毫髮無傷地取勝，但也因此認同戀次的實力與長進。
擊敗戀次之後，白哉前往雙殛台出席露琪亞的死刑。黑崎一護及時趕到破壞雙殛，將露琪亞交給隨後趕到的戀次，然後與白哉決鬥。戰鬥一開始，白哉就以自身的實力壓制一護，無數櫻花花瓣將一護砍得遍體鱗傷。然而一護發動始解，「月牙天衝」龐大的月牙形斬擊波砍傷白哉的左手。接著一護叫出卍解，然而白哉震驚地發現一護的速度突然大幅提升，自己甚至無法反應。於是白哉使用了「殲景•千本櫻景嚴」應戰，並告訴一護這是自己下定決心打倒之人才能見到的景象，是捨棄掉所有防禦轉移到攻擊上的姿態，並且為第二次用於戰鬥中。「殲景」將卍解後散落的櫻花花瓣組成千把粉色斬魄刀，圍繞在兩人四周冉冉旋繞，令一護大為吃驚。白哉從刀海中喚來其中一把，與一護開始比拼。戰鬥中，白哉靈機一動，單手持刀抵擋一護，另一隻手從刀海中再喚來一把，將一護的右腳腳掌死死地釘在地上，緊接著，左手指尖使出鬼道-破道之四「白雷」貫穿一護右側肩膀。原先勝負已定，但不料一護內心的虛之力猛然擴張，奪走一護的身體自主權並發瘋似地攻擊白哉。白哉驚訝地看著一護與體內的虛相互抵抗，最後一護用左手把臉上虛的面具狠狠撕下，奪回掌控權，但白哉並不知道一護體內發生了什麼。眼見本來僅受輕微傷勢的白哉變得渾身是血，一護居然有點不好意思，說道「那個傢伙來攪局了」，提議雙方再以最後一擊正式分出勝負。最終白哉拿出自己最強的招式「終景•白帝劍」與之決鬥。櫻花花瓣全數匯集到千本櫻的刀身上，發散出強烈的白色光芒，貌似一對羽翼般。兩人各自發起最後一擊，強大的黑白兩色靈壓籠罩著整個瀞靈廷。最後，一護體力不支，以刀支撐著身體勉強站著。白哉的斬魄刀則是受到暫時性毀損，自己仍有戰力，卻沒有動手攻擊一護。白哉從對話中得知一護要對付的敵人並不是自己，而是屍魂界的規矩，內心若有所思。白哉告訴一護自己的刀已經斷裂，已經無法也不會再為了屍魂界的規定追擊露琪亞，接著以瞬步離開現場。
此時，正要離開瀞靈廷的戀次和露琪亞被藍染惣右介及其同夥市丸銀、東仙要再次擒獲，用空間轉換帶回雙殛台。戀次與傷重的一護無法抵抗，雙雙倒地。藍染從露其亞體內奪走浦原喜助藏在她體內的崩玉後，命市丸銀將露琪亞殺死。正當斬魂刀「神鎗」即將射殺露琪亞之際，白哉突然出現且替露琪亞擋下致命一擊，因而被貫穿心臟身受重傷。此時護廷十三隊眾隊長們趕到，為他們解除險境。在藍染等人逃離到虚圈後，白哉接受急救，其以身擋刀的行徑被四番隊隊長卯之花烈直呼亂來。
白哉接受治療的同時向露琪亞道出實情：原來露琪亞是自己已故妻子緋真的親生妹妹，所之收養露琪亞作妹妹、隱藏露琪亞與自己的真實關係，是因為緋真臨終的託付。最後向露琪亞致歉，也向拯救了露琪亞、一樣在接受治療的一護道謝。事後白哉、戀次等人關係變得接近，另外對於一護直接稱呼自己的名諱感到吃驚。
後來藍染在空座町大戰中透露，一護與白哉的戰鬥，以及一護在大戰中失控的暫時虛化，其實是藍染暗地策劃的一部分。

### 破面篇
在井上織姬被藍染麾下的第三十刃烏爾奇奧拉·西法綁架後，護廷十三隊總隊長山本元柳齋重國下令所有駐留於現世的死神們撤回屍魂界。為避免有不服命令的情況出現，白哉偕同十一番隊隊長更木劍八前往現世壓制包含露琪亞、戀次、十番隊隊長日番谷冬獅郎、副隊長松本亂菊、十一番隊第三席官斑目一角、第五席官綾瀨川弓親等死神，並全數帶回瀞靈廷。
後來白哉默許露琪亞及戀次從屍魂界出走，趕往虛圏加入黑崎一護一行人往拯救井上織姬的行列。白哉聲稱自己受到的指示為帶回各個死神，但責任範圍不包含他們之後的行蹤。爾後於虛圈戰況膠著之際，會同劍八、十二番隊長涅繭利和四番隊長卯之花烈等人一同前往虛圈。
為了替剛結束與第九十刃亞羅尼洛·艾魯魯耶里之間的戰鬥，但被第七十刃佐馬利·魯路盯上的露琪亞解圍，白哉和佐馬利展開戰鬥。交手前，佐馬利報上自己的名號，並詢問白哉的姓名，然而白哉並不予以理會，聲稱自己的身分就是佐馬利的敵人。白哉利用瞬步對佐馬利發起進攻，試圖刺殺對方，可是卻被佐馬利的分身幻術配合「雙兒響轉」所影響而未能得手。佐馬利語帶挑釁地說，白哉的敗因將是「連姓名都不肯說的傲慢」，接著以分身的能力，誘騙白哉的攻擊並加以由後背刺殺對方，不料白哉運用隱秘步法-「四楓之三-空蟬」使出了金蟬脫殼記直接躲開，佐馬利的刀上只留下了隊長羽織。白哉回應道，決定勝負的原因不會是傲慢，而是純粹兩人格局相差太多罷了。後續兩人再比拼速度戰，由白哉佔上風，將佐馬利逼出「歸刃」型態。他扭動頸部，將之折成90度後解放斬魄刀，發動會奪取個體控制權的特殊瞳術。白哉為了取勝而自斷遭對方控制的左邊手腳筋，不惜一切的手段令敵方佩服。眼見無法奈何白哉，佐馬利轉而對倒在一旁的露琪亞動手。白哉首先用鬼道-破道之一「衝」彈開露琪亞，以免被瞳術控制，但其中一記還是打在露琪亞身上。佐馬利意圖操控露琪亞，令她攻擊山田花太郎，甚至自我了斷，卻被白哉即時以鬼道-縛道之六十一「六丈光牢」封鎖露琪亞的身體。於佐馬利尚未反應過來的同時，白哉發動「卍解•千本櫻景嚴」，團團櫻花花瓣包圍佐馬利四周。佐馬利試圖用瞳術的「愛」之力控制一片片櫻花花瓣，卻發現自己不能控制這些由靈子組成的刀刃。白哉再發動招式「吭景•千本櫻景嚴」，上億片櫻花花瓣形成球狀將佐馬利關在裡面。為了避免傷及無法行動的露琪亞，白哉很快地設下結界將她連同倒在一旁的花太郎保護起來。「吭景」在白哉的控制下，發散一道道如同櫻花樹一般的強烈粉色光芒，炸裂開來，把四周建築物夷為平地，甚至毀掉了半個虛夜宮。佐馬利在生死關頭將自己身體縮入下半身的南瓜形狀軀體當中躲過了致命傷，卻也渾身是血。他在保住性命之後惱羞成怒，再次以額頭的眼睛施展瞳術向白哉發動攻擊，被白哉以鬼道-縛道之八十一「斷空」防住。白哉透過先前使用的「六丈光牢」可封住被佐馬利操控的露琪亞，進而判斷出敵方的近似於鬼道的瞳術可以用「斷空」來抵擋，並告訴佐馬利，自己之所以要斬殺他，純粹是因為他與自己的「驕傲」刀刃相向罷了。語畢，白哉一刀將他斬殺，佐馬利臨死前不斷咒罵白哉，最終大喊「藍染大人萬歲！」之後便化成灰燼。
戰勝佐馬利後，白哉察覺到因為「吭景」靈壓過於強大而躲在隱形結界裡、被卯之花烈派來的虎徹勇音的靈壓，要她先為露琪亞處理傷勢。左手腳筋治療完畢後，白哉與劍八會合到剛與第四十刃烏爾奇奧拉·西法結束戰鬥的一護所在地，讓後者前往現世協助其他隊長們對抗藍染。白哉與劍八、繭利等人留在虛圈，劍八向來渴望與白哉交手，但一直沒有機會，便提議在無人的虛圈痛快地打一場，卻被牙密打斷。原是第十十刃的牙密，經由其「憤獸」的能力，將自己完全解放成第「零」十刃，最後仍被白哉與劍八聯手擊敗。
戰後，白哉偕同更木劍八與草鹿八千流等死神離開虛圈，並前往四番隊舍接受救護班的治療。事後與更木劍八、八番隊隊長京樂春水一起前往一番隊隊舍會面山本元柳齋重國總隊長。幾人討論起多位護廷十三隊的隊長面臨的羽織失蹤一事。起先白哉認為遺失的隊長羽織只要由他負責補回即可，山本總隊長卻覺得隊長羽織不能和一般羽織相提並論，結果白哉因為「隊長羽織是便宜貨」的言論，被怒髮衝冠的山本總隊長責罵。
之後白哉為了提升自己的實力，在接下來的1年5個月內進行自主能力訓練。與其他隊長在一次隊長招集會議裡，得知第八代劍八-痣城劍八成功逃離位於一番隊隊舍下方的真央地下大監獄-無間的消息。

### 死神代理消失篇
空座町大戰結束1年5個月後，白哉不再配戴牽星箝和銀白風花紗。除了在頭上配戴新的金色分隔式髮飾以外，還換了一件領子綴有兩條金色流蘇的高領繡邊隊長羽織。
為了幫助一護重獲死神的力量，白哉隨護廷十三隊所有正副隊長灌輸各自的靈壓，協助浦原喜助製成幫助一護恢復死神力量的靈刀。當一護被露琪亞利用浦原特製的靈刀刺穿胸膛，重獲死神力量的同時，偕同斑目一角、更木劍八、草鹿八千流、阿散井戀次、日番谷冬獅郎等人從屍魂界來到現世，對一護說明總隊長山本元柳齋重國委託浦原製作靈刀的原委，並負責監視一護在和銀城的戰鬥中所做出的抉擇。
死神們與「XCUTION」的成員展開對峙。雪緒利用操縱虛擬空間的能力造出一個個房間，為每個人分隔出一個戰鬥對象，而白哉對上的敵人是棘手的月島秀九郎。戰鬥前，劍八認為月島看起來比較強，執意要與白哉交換房間，但虛擬空間卻突然閉上，只能作罷。戰鬥開始前，白哉說道，很慶幸自己是月島的對手，倘若是黑崎一護或更木劍八碰上月島的話，恐怕會因為接觸到「無月之書」的能力而敗北，意即白哉有十足的信心能夠在記憶被竄改下繼續戰鬥。起先白哉利用始解的千本櫻輕鬆擋住月島的攻擊，並利用千本櫻可自由飄散的距離優勢反擊對方。月島卻趁著擋住始解攻勢的同時，砍向千本櫻的刀身，進而透過斬魄刀「無月之書」的能力，盜取有關千本櫻的所有資訊、掌握其攻擊模式並砍傷白哉。月島得知，千本櫻是以持有者本身為圓心、85公分為半徑，方圓外發散櫻花花瓣形的刀刃，此內的範圍稱作「無傷圈」，是用來保護持有者本身的方式，也是白哉本體能迴避千本櫻刀海的最小範圍。因此若要攻擊白哉，闖進「無傷圈」是唯一的解法。不僅如此，「無月之書」還能對被砍中的目標進行記憶篡改、奪取敵人招式的相關資訊，因此月島將自己設定為白哉的師父與恩人並完全破解了白哉的所有能力，諸如瞬步、鬼道，甚至是千本櫻卍解後的所有型態，如「殲景」、「吭景」、「終景」等等。白哉繼續與月島對峙，結果始解狀態的千本櫻刀身被月島削成兩半。月島表示白哉不可能有辦法在斷刀的情形使用卍解，但白哉卻撿起斷裂的刀身，連同刀把一起丟到地上，緩緩消失在漣漪中，並發動「卍解•千本櫻景嚴」，讓月島很是詫異。在所有的斬魄刀攻擊型態與鬼道、瞬步等能力都被對手掌握的情況下，白哉急中生智，冒險加快千本櫻的旋轉速度、縮小無傷圈的範圍以攻擊靠近試圖自己的敵人，被月島稱這樣的行為是自殺式攻擊。月島以瞬步移動的過程勾住白哉左手，令其無法反應而被千本櫻斬傷。月島志得意滿，白哉舉起被殺傷的左手對準月島，對方卻毫不在意，因為只要自己瞭解白哉所有的「已知」招式便不可能被攻擊。然而，這也表示屬於非戰鬥招式的攻擊，月島無法預測。月島走向白哉，忽然被白哉左手噴發出的無數櫻花花瓣貫穿心臟，奄奄一息。原來，白哉在被千本櫻斬傷時，就趁機抓住了一大把花瓣，緊緊握在拳頭裡。白哉向月島致謝，表示自己原本以為戰鬥前應該把狀態提升到最佳，以做好萬全準備的姿態面對。然而這場戰鬥，卻使白哉得以用前所未見的心境面對，並且感受到全身沉浸於狂亂中的喜悅。彌留之際，月島質問白哉何以狠心對教授其戰鬥技巧的「恩人」痛下殺手，白哉則告訴月島，他之所以和月島刀劍相向，僅因月島係對一護的敵人，所以他無論如何都會將任何威脅一護的對象加以排除，即便是恩人或是師父亦然如此。接著便離開現場。
戰鬥後，白哉隨即將被毒峰莉露卡擊敗的露琪亞帶回現世，與其他死神會合並先行回到屍魂界。事件過後與其他隊長（涅繭利與浮竹十四郎例外）會見為了將銀城的遺體帶回現世安葬、獨自前來和總隊長會談的一護。

### 千年血戰篇
就在無形帝國襲擊屍魂界並下達宣戰通告，造成包含一番隊副隊長雀部長次郎在內共117名死神喪生後，白哉在總隊長山本元柳齋重國舉辦的喪葬典禮上，對戀次等參與葬禮的死神們闡述雀部生前的事蹟，並形容山本總隊長失去副官的悲痛，遠超過後輩們所能夠想像的範圍。當中透露雀部是本應當上隊長的男人，只因希望終身為山本效忠，而從未離開一番隊副隊長職位。多年來各個番隊的隊長職務空缺過許多次，但雀部始終婉拒了升職的機會。
接著和其他隊長出席召集會議，聆聽十二番隊隊長、技術開發局局長涅繭利的研究報告。涅繭利綜合自己的判斷與雀部副隊長生前的遺言，推測無形帝國可能有「封印」卍解的能力，但實際情形仍未確定。
白哉和護廷十三隊隊長們接獲星十字騎士團攻進屍魂界的警報，隨即出面為遭到敵軍偷襲的戀次解圍並加入戰局。白哉悄悄地用始解可分離櫻花花瓣的能力，在地上切割出陷阱，直接把「S」馬斯科·多·馬斯庫林腳下的地面破壞掉，令其跌入坑洞裡。對峙敵人時，白哉就認定對方是不使用卍解便無法擊敗的存在，準備讓戀次觀察對手封印自己卍解的方式，繼而找到破解封印的方法，並逼出對手的底牌；卻在使出卍解的瞬間，遭「F」艾斯·諾特利用徽章吸收並盜走卍解，轉而在戀次準備使出卍解作戰的時候，及時制止對方。白哉與部分使用卍解的隊長們發現，敵人們的能力非封印卍解，而是將卍解直接奪走。白哉試著阻擋艾斯•諾特的攻勢，而對手施展恐懼幻覺的能力，讓白哉腦海中見到露琪亞化成白骨的幻象而動搖，瞬間遭艾斯•諾特徒手貫穿胸膛。白哉於眼前浮現群蟲攀爬自己身軀的幻影時，試圖持刀砍向對方，對手趁機解放封存在胸章裡的卍解，將白哉重創成傷。艾斯•諾特一波又一波地發動攻勢，致使白哉不敵自身卍解的強烈衝擊力道，被「卍解•千本櫻景嚴」的刀海釘在一旁的牆上，就好像是被鑲嵌上去一般，極大量鮮血噴灑在牆壁上。戀次見隊長慘狀，怒氣沖天地意欲發動卍解「狒狒王•蛇尾丸」，結果尚未說完解放語便被趕到的「S」一腳踹飛，倒在廢墟之中。白哉對於自己沒能擊敗侵犯瀞靈廷的敵軍、部下戀次和妹妹露琪亞遭敵軍重創倒地、眾多隊士因此身亡而令隊士的家屬身陷悲傷，感到十分愧疚。旋即在一護掙脫「J」基路傑·歐丕所設下的靈子牢籠抵達屍魂界的時候，懇求對方協助眾死神守護屍魂界。
事後白哉、戀次、露琪亞等人接受救護班的治療，幸運地保住了性命，但由於傷勢遠超乎卯之花烈能力所及的範圍，由零番隊的兵主部一兵衛帶離開瀞靈廷、前往靈王宮後，與一護、戀次、露琪亞等人被麒麟寺天示郎丟入麒麟殿的「白骨地獄」和「血池地獄」溫泉中接受反覆的換血、換靈子水療才順利康復。麒麟寺天示郎表示，數千年來從未看過在自己的溫泉裡待這麼久才康復的人，間接說明白哉的「卍解•千本櫻景嚴」破壞力極為可怕。白哉謝過麒麟寺天示郎的協助，在麒麟寺天示郎的目送下，前往其他零番離殿自主訓練，提升自己的能力。
其後於瀞靈廷遭受嚴重破壞，死神節節敗退，建築物被友哈巴赫化為無形帝國宮殿時，換上靈王宮的特製衣裝，前往瀞靈廷協助護廷十三隊迎戰再度來犯的星十字騎士團。首先在生死關頭即時拯救露琪亞，迎戰把她逼入絕境、也是曾經幾乎殺死自己的艾斯•諾特。以始解破除艾斯·諾特的「恐懼」能力所變出的「眼牆」，解救遭對手癱瘓行動的露琪亞。艾斯諾特原先以為白哉在趕到戰鬥現場前就在外圍佈下了「卍解•千本櫻景嚴」才能發揮如此強大的破壞力，不料白哉卻回應，說艾斯•諾特既然曾經擁有過自己的卍解，那麼應該十分清楚自己的招式。事實上，白哉使用的不過是始解狀態的千本櫻罷了。經由在靈王宮的自主訓練，白哉的實力又更上一層樓，現在的始解不論是強度或花瓣數量皆可媲美過去的卍解。艾斯•諾特見曾經被自己重創的白哉未死，便開始挑釁他。露琪亞這時發現了艾斯•諾特前來對付自己的目的，其實是把哥哥白哉給引出來。白哉以含有諷刺的口語向艾斯•諾特致謝後，以言語激勵並提醒露琪亞正視自己內心的恐懼，讓她迎戰艾斯•諾特，同時也是協助她破除心理障礙。露琪亞發動卍解，解決敵方後，由於尚未能妥善操控能力而將自己也化為一座冰雕，右手即將斷裂時，被白哉溫暖的手心緊握住。白哉大大讚譽露琪亞卍解「白霞罰」的美麗，並要她慢慢地把卍解解除。兩人前往戰場繼續戰鬥，守護屍魂界。
為了阻止友哈巴赫進攻靈王宮，隨同露琪亞、戀次、檜佐木修兵、斑目一角、綾瀨川弓親等副隊長對抗試圖解決一護的八名星十字騎士團成員。修兵與敵方發生激戰，生死關頭成功解決一名星十字騎士團成員，向迎面而來的白哉打照面。修兵赫然發現白哉僅以一己之力，便毫髮無傷地輕鬆解決掉三名星十字騎士團成員，令修兵為自己殺死其中一人便志得意滿的心態暗自感到慚愧。白哉發現「L」佩佩·瓦卡布拉達運用支配能力「愛」操控修兵的身體，為了不危及修兵的性命選擇不拔刀也不用鬼道，改以白打應對。過程中白哉以千本櫻刀身擋下佩佩的能力後，斬魄刀竟然受其操控，而不得不鬆手放掉千本櫻。佩佩竟然再次操控修兵，讓他手持千本櫻攻擊白哉，並親自與修兵前後包夾他，但同樣的支配能力擊中生性冰冷的白哉本人卻影響不大，甚至能夠應付來自兩人的包夾。佩佩繼而解放滅卻師完聖體，企圖用「愛之繩」牽制白哉，準備使出究極攻擊。此時，涅繭利帶著被自己變成殭屍的六車拳西和鳳橋樓十郎出面協助。戰鬥後，白哉對於涅繭利控制兩位隊長作為戰鬥傀儡的行為而感到不悅。
在友哈巴赫前往靈王宮準備手刃靈王的期間，白哉偕同其餘尚能作戰的正副隊長集合至浦原喜助所在的技術開發局。目睹十三番隊隊長、也是與自己關係密切的大前輩浮竹十四郎為了以體內的「靈王之右手」協助已死的靈王穩定世界平衡而犧牲。友哈巴赫捏碎靈王之力後，企圖再把靈王的一切力量加以吸收，其釋放出的黑色物質由靈王宮直接爆發到瀞靈廷上空。白哉發動始解協助抵擋，同時與眾人目擊從「真央地下大監獄-無間」回來的總隊長京樂春水，押著藍染惣右介來到現場。面對京樂春水為求勝利，計畫用「邪惡來對抗邪惡」的想法，以及將藍染惣右介從無間地獄釋放出來的行徑，直指這是對護廷十三隊的羞辱。後者回應，如果這樣做能夠守護屍魂界的話，歡迎白哉等下盡情地揍他一頓。
眾人再透過喜助、繭利的幫忙闖入靈王宮中與友哈巴赫的親衛隊展開全面戰爭。偕同戀次、平子真子、雛森桃等人抵達被友哈巴赫改造成「真世界城」的靈王宮本殿後，與擁有聖文字能力「奇蹟」的「M」傑拉德·瓦爾基里展開遭遇戰。傑拉德的能力，是將所受之傷轉換為自身「尺度」。換言之，被傷得越重，傑拉德的身體就會變得越巨大也更強大，而所謂「奇蹟」正是將死之時完全翻轉局勢。至於傑拉德的身分，正是靈王在數千年前，為了穩定世界時所獻出的心臟之化身，迎戰他等同於與靈王之力對抗。起初，白哉以千本櫻重創傑拉德令其倒地，甚至在對方奄奄一息後仍多次發動攻擊，以確保敵人真正死去，可怕行徑讓真子倒抽一口氣。然而，傑拉德的「奇蹟」之力開始作用，使身體變為巨人般大小後，將一眾死神全數擊飛。
此時日番谷冬獅郎發動卍解「大紅蓮冰輪丸」挑戰傑拉德，白哉認為一對一不易取勝，亦主動出手相助。冬獅郎打趣地說，面對如此龐大的敵人，在我方與敵方身高差甚大的情況下，就算是二打一也不過分。結果白哉突然擺出欲言又止的表情，內心暗自嘲諷冬獅郎身材矮小的想法被一眼看穿，支支吾吾地向冬獅郎致歉，並表示後者多慮了。爾後劍八抵達現場並加入戰局，發動卍解挑戰卻因身體無法支撐龐大靈力而倒下。戰鬥中，白哉察覺一護和友哈巴赫在靈王宮本殿展開對決，遂命令戀次和露琪亞離開現場支援一護，自己則是和冬獅郎留在零番離殿對付敵人。兩人遲遲不能取勝，在屢次即將殺死傑拉德之際，被對方以「奇蹟」的力量保住性命，甚至反而變得更加強大，將身形與質量放大到零番離殿幾乎無法支撐的驚人量級。白哉與冬獅郎聯手進攻，趁著冬獅郎冰封傑拉德的一瞬間，白哉從事先設下的「殲景•千本櫻景嚴」型態，喚出新招式「奧義•一咬千刃花」重創傑拉德，並救下無力戰鬥的冬獅郎。然而傑拉德並未死去，以「奇蹟」再次保住一命，最終在友哈巴赫的「聖別」中被吸取所有力量而化為白骨。

### 結局篇
無形帝國戰役落幕十年後，由於露琪亞和戀次結婚產下一女阿散井莓花的緣故，和戀次變成姻親關係並成為阿散井莓花的舅舅。
官方小說《WE DO knot AlWAYS LOVE YOU》中，詳細描寫了露琪亞與戀次結婚的過程。兩人事先宴請了熟識的死神們參加筵席，並宣布喜宴的相關消息。依照慣例，護廷十三隊的成員若要成婚，必須經由一大堆程序、簽署諸多文件、在隊長會議上宣布消息等等程序，方能舉行結婚儀式。結果，白哉把一個負責的官員帶進房間裡，五分鐘後兩人走出來，官員直接遞上了結婚證書並給予祝福，直接免去了繁複的手續。兩人著手準備結婚典禮時，原先打算把喜宴安排在一般的大眾餐廳裡，只要有個包廂即可。不過事情被白哉得知後，便直接把婚禮地點改為高級餐廳，並動用大量人力、物資佈置會場，場面極為盛大奢華。春水在隊長會議上質疑白哉怎麼可以在新人都不知情的情況下，擅作主張安排婚禮儀式。白哉居然答道，兩人如此無知，不可能安排好一切婚禮事宜。
正副隊長出席新任隊長就職典禮時，因為被告知屍魂界浮現友哈巴赫的殘存靈壓的異象，讓甫升任十三番隊隊長的露琪亞放假，自己偕同二番隊隊長碎蜂和十二番隊隊長涅繭利前往現場勘查。正當三者欲一探究竟的時候，發現因為一護和織姬的獨子一勇出於好奇伸手觸探友哈巴赫殘留人間的靈壓，產生劇烈反應而被驅散的現象。

### 獄頤鳴鳴篇
白哉和其他隊長接受總隊長京樂春水的指示，舉行已故隊長們的魂葬禮祭。

### 特別劇情
- 位於瀞靈廷貴族住宅區的朽木家族宅邸，內有白哉居住的當家大宅，前庭花園種有梅樹，正門前的水池裡飼養著血統純正的珍貴錦鯉。
- 動畫版192話的死神圖鑑‧黃金篇中，白哉展現了他不凡的書法才能。
- 十一番隊副隊長草鹿八千流稱呼白哉為「白君」，動畫版死神黃金圖鑑裡，八千流除了與白哉互動頻繁、經常出入朽木家的大宅外，甚至還在朽木家宅邸內偷偷建造秘密房間。八千流曾經深夜潛入白哉的大宅邸，從花園水池悄悄撈走多條名貴錦鲤。
- 彩色漫畫和動畫版死神圖鑑•黃金篇中，分別為女性死神協會代理副會長和理事的涅音夢以及虎徹勇音，特地透過朽木家宅邸的改造地道，意圖偷偷拍攝白哉的照片，但被宅邸的侍衛發現並加以制伏，而女性協會的拍攝照片任務最後以失敗告終。
- 動畫版第228話，發生女性死神協會在朽木家族宅邸某庭院秘密建造泳池的狀況，被白哉當場用始解將泳池破壞掉。
- 在第二部劇情中白哉對其隊長羽織做了小改造，據說造價為銀白風花紗的三倍[12]。白哉、劍八與八番隊隊長京樂春水於虛圈征討時遺失了隊長羽織，返回屍魂界後，三人被時任總隊長山本元柳齋重國嚴厲斥責。當時白哉因「瀞靈廷發放的隊長短掛是便宜貨」的言論被總隊長痛罵一頓。後來聲稱改造短掛的舉動能讓自己開始學習珍惜此物。
- 動畫版第113話的死神圖鑑，阿散井問白哉為何他的頭髮很整齊，結果白哉說是用千本櫻自己剪的，阿散井對白哉會開玩笑表示驚訝。

## 斬魄刀
- 斬魄刀『千本櫻』），日文读音：Senbonzakura

### 始解
- 解放語：「散落吧、千本櫻」），日文读音：Chire Senbonzakura

刀鐔呈現內有小矩形與十字型支綴的矩形。與解放一起，刀身部分成為無數的刃飛舞散落，切割對象。由於無數的細小刀刃看起來像櫻花的花瓣，其刀刃也可用來防禦和設置陷阱（白哉曾在千年血戰篇，利用千本櫻的刀瓣暗地切割地面，令敵方不慎跌落坑洞裡）。
缺點是始解時白哉必須要握著刀柄，手一旦放開刀柄，始解便會解除，但卍解就沒有這樣的問題。一護為此在動畫版第221集死神黃金圖鑑時段，對白哉吐槽過千本櫻的這項特性，反被後者解放千本櫻的無數刀瓣加以反擊而瞬間淹沒。
然而千本櫻為了在特殊的攻擊型態下保護持有者，無論始解或卍解型態，都在以持有者為中心的半徑85公分圓形區域裡，存在著非持有者操控下刀刃絕不會通過的「無傷圈（Hurtless Area）」（實為白哉操控刀刃倘若失誤時，能夠反應迴避的最小範圍），因此白哉只有讓自己的千本櫻花瓣也進入「無傷圈」內，才能攻擊範圍內的對手；也只有向持有者前進的情況下，才能夠迴避千本櫻的刀刃攻擊。
千年血戰篇中，白哉遭星十字騎士團成員「F」艾斯·諾特重創並奪去卍解後，經過零番隊成員的協助，前往靈王宮進行治療和作戰訓練，現在千本櫻始解刀瓣的數量已經大幅提升至和昔日卍解相等的程度。

### 卍解
- 【卍解】『千本櫻景嚴』（千本桜景厳（せんぼんざくらかげよし）），日文读音：Senbonzakura Kageyoshi
卍解的解放語：「散落吧、千本櫻景嚴」（「散れ、千本桜景厳（ちれ、せんぼんざくらかげよし）），日文读音：Chire Senbonzakura Kageyoshi

是千本櫻卍解後的基本型態。解放後，從手中完全放開斬魄刀，刀身直立向下並沉入地面上的漣漪中緩緩消失，同時從持有者兩旁地下的漣漪中，慢慢地升上駭人的巨大刀身，緊接著，那些巨大的刀身瞬間飛舞散落，外型如始解相同，一樣是粉紅色的櫻花花瓣，只是數量更多的看隨敵人。卍解時的花瓣是始解的一千倍，1000x1000，實際卍解花瓣的總數為一百萬。
《屍魂界篇》中白哉親口說「千本櫻景嚴」可由持有者的意志操控，但是若用手指揮，移動速度可快到原本的兩倍。在《完現術篇》中，月島秀九郎向觀眾揭露白哉的卍解有個致命弱點，就是“無傷圈”，在白哉身邊的80cm週圍，千本櫻景嚴的花瓣是不會進入這個範圍的，如果敵人想要打敗千本櫻景嚴，應該是主動進入無傷圈而不是退後。在經過破面篇完結後進行1年5個月的修行，已經練出能在千本櫻刀身斷裂的情況下施展卍解的成果，曾在對戰月島秀九郎時使出，令後者很是吃驚。千年血戰篇後期，白哉於靈王宮自主訓練再次提升能力，若用手指揮，千本櫻的攻擊速度則是會加快四倍，還把始解進化至能與過去卍解的百萬花瓣的程度。換言之，現在的千本櫻在卍解狀態下，刀刃數量以無法數清，可能是幾兆，同時帶來的破壞力也今非昔比。
「千本櫻景嚴」有四個進階形態，这些形态同时也是卍解的攻击技能，分別是：
- 技『吭景・千本櫻景嚴』（吭景・千本桜景厳（ごうけい・せんぼんざくらかげよし），日文讀音：Gokei Senbonzakura Kageyoshi
將所有花瓣捲成球狀，把敵人包裹在內，用億萬花瓣状的刀刃往裏面压缩，可以從全方位地切割敵人。不需前置蓄力就可隨時發出，形狀比虛夜宮的迴廊還巨大，攻擊時的龐大靈壓可以引起巨大旋風氣流，非白哉之人甚至需要結界保護。破面篇和NO.7佐馬利的對決中，曾以此技擊毀掉一栋十刃居住的寝宫建筑。

- 技『殲景・千本櫻景嚴』（殲景・千本桜景厳（せんけい・せんぼんざくらかげよし），日文讀音：Senkei Senbonzakura Kageyoshi
將花瓣都凝聚成一千把粉紅色的刀劍，圍繞住敵人與持有者本身，和對手在一個黑色的空間內進行單體對決。不需前置蓄力就可隨時發出，刀刃能隨著持有者意志移動，並排列在空中冉冉旋轉，看來相當壯觀。攻击时可以一次使用好幾把刀。殲景・千本櫻景嚴的刀刃所圍繞出來的空間是由白哉創造的，只要灵压低于白哉，外界空間对黑色罩子的破壞就都是是無效的。在BLEACH的第二部劇場版《The DiamondDust Rebellion 另一把冰輪丸》裡「殲景・千本櫻景嚴」有了新的形態，刀刃圍成的是範圍而不是空間。這使刀刃的排數增加了好幾倍，刀刃也可以進行防禦。白哉曾表示，只有他發誓要親手殺掉的人，才會見到殲景（而在劇場版2裡，白哉則是為了保護一護、戀次、露琪亞等人避開眾大虛一起發動的虛閃而召喚出殲景形態）。

- 技『奥义・一咬千刃花』（奥義・一咬千刃花（おうぎ・いっかせんじんか），日文讀音：Ougi Ikkasen Jinka
將一千把刀一口氣從四周刺向目標，需要先施展『殲景・千本櫻景嚴』才可發出。第二部劇情增加的招式，白哉指揮殲景中所有的粉紅色刀刃，令其刺向「殲景・千本櫻景嚴」空間外的敵人。曾以此技攻擊星十字騎士團成員「M」杰拉德·瓦爾基里，由於破壞力巨大，反作用力被M吸收，使M巨大化成如同怪獸一樣的高度。

- 技『終景・白帝劍』（終景・白帝剣（しゅうけい・はくていけん）），日文讀音：Shukei Hakuteiken
朽木白哉的最強招式，同時也是千本櫻景嚴的最終形態。將所有花瓣集聚在朽木白哉的身體上，白哉的靈力也灌注在刀身上，散發出強烈的白色光芒，形成白色的翅膀和頭頂半圓形光圈，在一擊之內把所有靈壓砍向敵人，需要先施展『殲景・千本櫻景嚴』才可發出。一般人難以見到這個形態，而白哉也並不輕易使用，先後在和一護及朽木響河的決戰中使用。與一護對決時，白哉稱一護是第二個看到這個招式的，但第一個看到的具體是誰，至死神劇情結尾也沒有交代。

### 實體化
千本櫻（聲優：平川大輔（日本）；林谷珍（台灣））
實體化姿態於動畫版斬魂刀叛變篇登場實體化姿態是戴著面具，束著馬尾的武士。與一護短暫交手時，面具的左眼角被破壞，露出左眼角的部份，在現世與雨龍交手時，面具口的部分亦被破壞。
刀獸篇時面具一度破損大半，但仍未能見到其全部容貌，從其露出的部分容貌，可推知為容貌清俊的青年。其實力強大，其餘毫髮無傷並將一護的面具擊碎。
千本櫻個性焦躁，與少年時的白哉性格極為相近。對白哉畢恭畢敬，自尊心很強（因為身為武士，兼白哉的斬魄刀），不願跑在除了白哉以外的人的身後。

## 技能與招式

### 鬼道
詳見鬼道。白哉的鬼道能力高強，在能保留大部分威力的情況下捨棄詠唱直接使用。
| 鬼道名稱                  | 簡介 |
| ------------------------- | --- |
| 破道之一 「衝」           | 從指間放出微弱的衝擊。 |
| 破道之四 「白雷」         | 從指尖放出一道雷。白哉曾用此招對付黑崎一護。                                                                                             |
| 破道之三十三 「蒼火墜」   | 向對手施加爆炎。 |
| 縛道之六十一 「六杖光牢」 | 白哉的拿手鬼道。用六道光封住對手，對阿散井戀次、朽木露琪亞使用過。十刃·No.9 亞羅尼洛更表示白哉是護廷十三隊中對「六杖光牢」最拿手的隊長。 |
| 縛道之八十一 「斷空」     | 可以完全防禦八十九號以下破道的障壁，對第七十刃和朽木響河（動畫原創人物）也使用過。                                                       |

### 瞬步
白哉的瞬步相當的迅速，以下為特殊型的瞬步。
| 特殊瞬步名稱                            | 簡介                                                                                                   |
| --------------------------------------- | --- |
| 技「閃花」（Senka）                     | 一種加上了旋轉的特殊性瞬步，迅速的轉到對手的身後從而刺穿及破壞對方的鎖結與魄睡。                       |
| 技「隱秘步伐四楓之三—空蟬」（utsusemi） | 快速離開原地，留下外衣，令敵人誤以為擊中了本體，其實只擊中了衣服。這技能是白哉小時候跟四楓院夜一學的。 |

## 卷首語
- 「我們不應該流淚，那對內心來說，等於是身體的敗北。 那只是證明了我們擁有心這件事根本就是多餘的。」── 單行本第七集。
- 「凋謝了，就算無法再次綻放，只要能像火焰般迸發還是很美的。」── 單行本第五十七集。

## 附加資料
- 在日本地區BLEACH人氣投票中第一回因尚未出現於漫畫中結果為圈外，而第二回結果為第十位(1,712票)、第三回結果為第六位(3,752票)及最終回結果第七位(4,010票)結尾。亦因名次公布僅有十個席次，在總共四回的的投票中，有三次入榜的朽木白哉，顯現出了其高人氣漢在死神中不可撼動的地位。而在僅有護廷十三隊的排名中，朽木白哉躍升第三位，僅次於第二位日番谷冬獅郎及第一位朽木露琪亞。
- 在日本地區BLEACH首次的決鬥票選排行榜中，黑崎一護對陣朽木白哉的決鬥，以551票高踞第一名。

## 備註
1. ↑  1.因月島使用「終結之書」的能力，試圖將自己的存在夾進白哉的記憶裡，加上月島設定自己於白哉的記憶裡扮演的角色為「教授斬魄刀戰鬥技能的恩人」，故月島於此向白哉自稱為其恩人。